# Mistrzostwa Rumunii w rugby union (1927)
Mistrzostwa Rumunii w rugby union 1927 – dwunaste mistrzostwa Rumunii w rugby union. Siódmy w historii tytuł zdobyła drużyna Tenis Club Român București.
Klasyfikacja końcowa:
1. TCR
2. Stadiul Român
3. Sportul Studențesc
4. RCB
5. Avantul Sportiv